# La Chapelle-Forainvilliers
La Chapelle-Forainvilliers ist eine französische Gemeinde mit 214 Einwohnern (Stand: 1. Januar 2022) im Département Eure-et-Loir in der Region Centre-Val de Loire; sie gehört zum Arrondissement Dreux und zum Kanton Anet.

## Geographie
La Chapelle-Forainvilliers liegt etwa 32 Kilometer nördlich von Chartres und etwa 66 Kilometer westsüdwestlich von Paris. Umgeben wird La Chapelle-Forainvilliers von den Nachbargemeinden Germainville im Nordwesten und Norden, Broué im Nordosten, Boutigny-Prouais im Osten und Südosten, Ouerre im Süden und Südwesten sowie Mézières-en-Drouais im Westen.

## Bevölkerungsentwicklung
| Jahr                       | 1962 | 1968 | 1975 | 1982 | 1990 | 1999 | 2006 | 2013 | 2020 |
| Einwohner                  | 91   | 70   | 95   | 77   | 120  | 169  | 171  | 187  | 196  |
| Quellen: Cassini und INSEE |      |      |      |      |      |      |      |      |      |

## Sehenswürdigkeiten

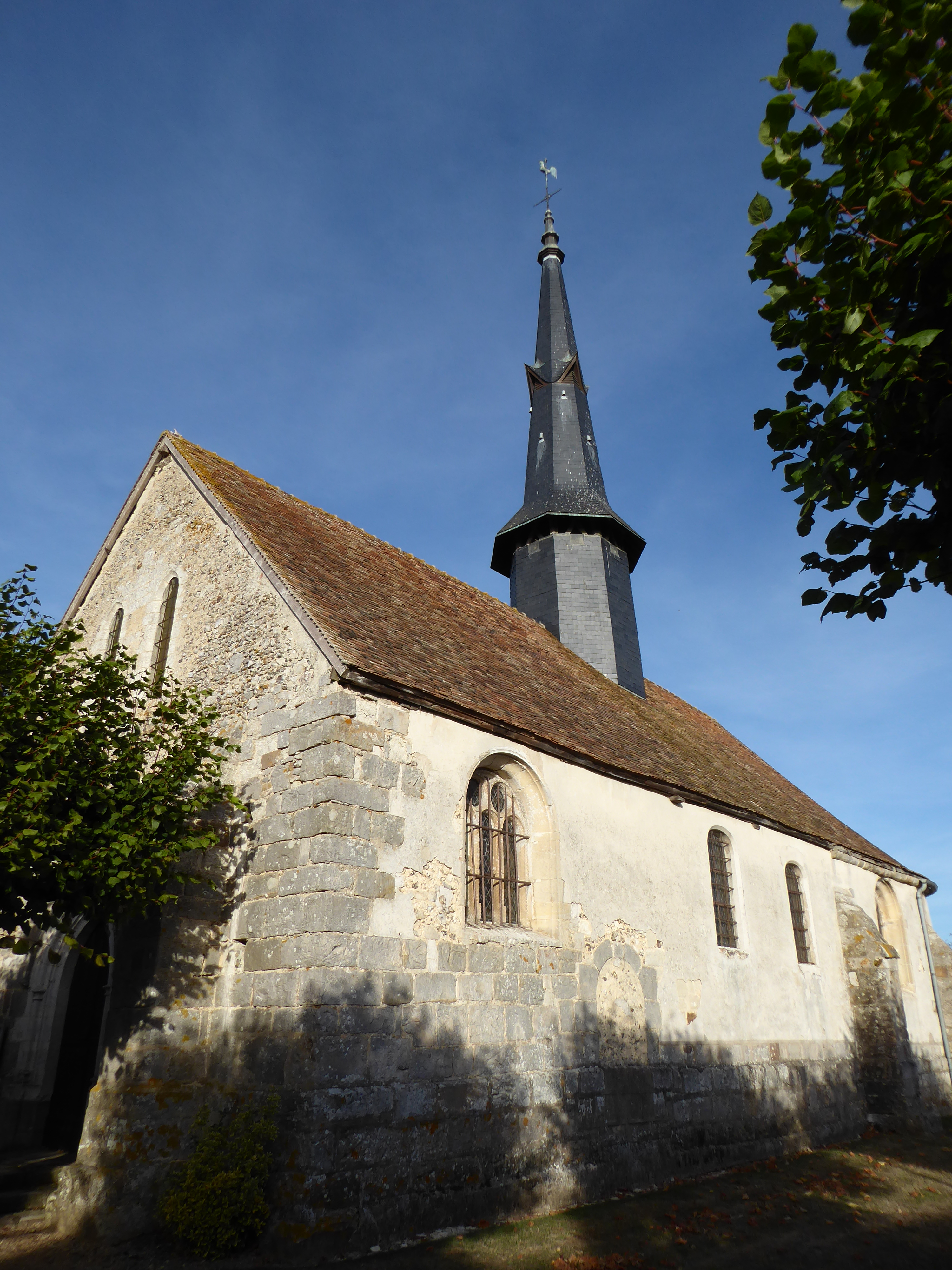
Kirche Saint-Martin

- Kirche Saint-Martin